# صموئيل لامب
صموئيل لامب (بالصينية: 林献羔) هو قس صيني، ولد في 4 أكتوبر 1924 في غوانزو في الصين، وتوفي في 3 أغسطس 2013.